# Narellina
Narellina is een geslacht van rechtvleugeligen uit de familie krekels (Gryllidae). De wetenschappelijke naam van dit geslacht is voor het eerst geldig gepubliceerd in 1994 door Otte.

## Soorten
Het geslacht Narellina  is monotypisch en omvat slechts de volgende soort:
- Narellina tintinara (Otte & Alexander, 1983)